# 伏原大塚古墳
伏原大塚古墳（ふしはらおおつかこふん）は、高知県香美市土佐山田町楠目にあった古墳。形状は方墳。出土埴輪が高知県指定保護有形文化財に指定されている。
古墳時代後期としては高知県で最大規模の古墳であったが、現在では墳丘は失われている。

## 概要
| 須恵器型式     | 特徴                          | 主な古墳     | 主な古墳                                                         |
| 須恵器型式     | 特徴                          | 盟主墳       | その他                                                           |
| -------------- | ----------------------------- | ------------ | ---------------------------------------------------------------- |
| TK10新相 -TK43 | 明見3号型石室導入             |              | 明見彦山3号墳 長畝4号墳 蒲原山東1・2号墳                         |
| TK43           | 舟岩型石室導入                | 伏原大塚古墳 |                                                                  |
| TK209          | 舟岩型石室普及 風水的選地導入 | 小蓮古墳     | 舟岩1・3・8号墳 明見彦山1号墳 一宮大塚古墳 三ツ塚下古墳 新改古墳 |
| TK217          | 角塚型石室導入                | 朝倉古墳     |                                                                  |

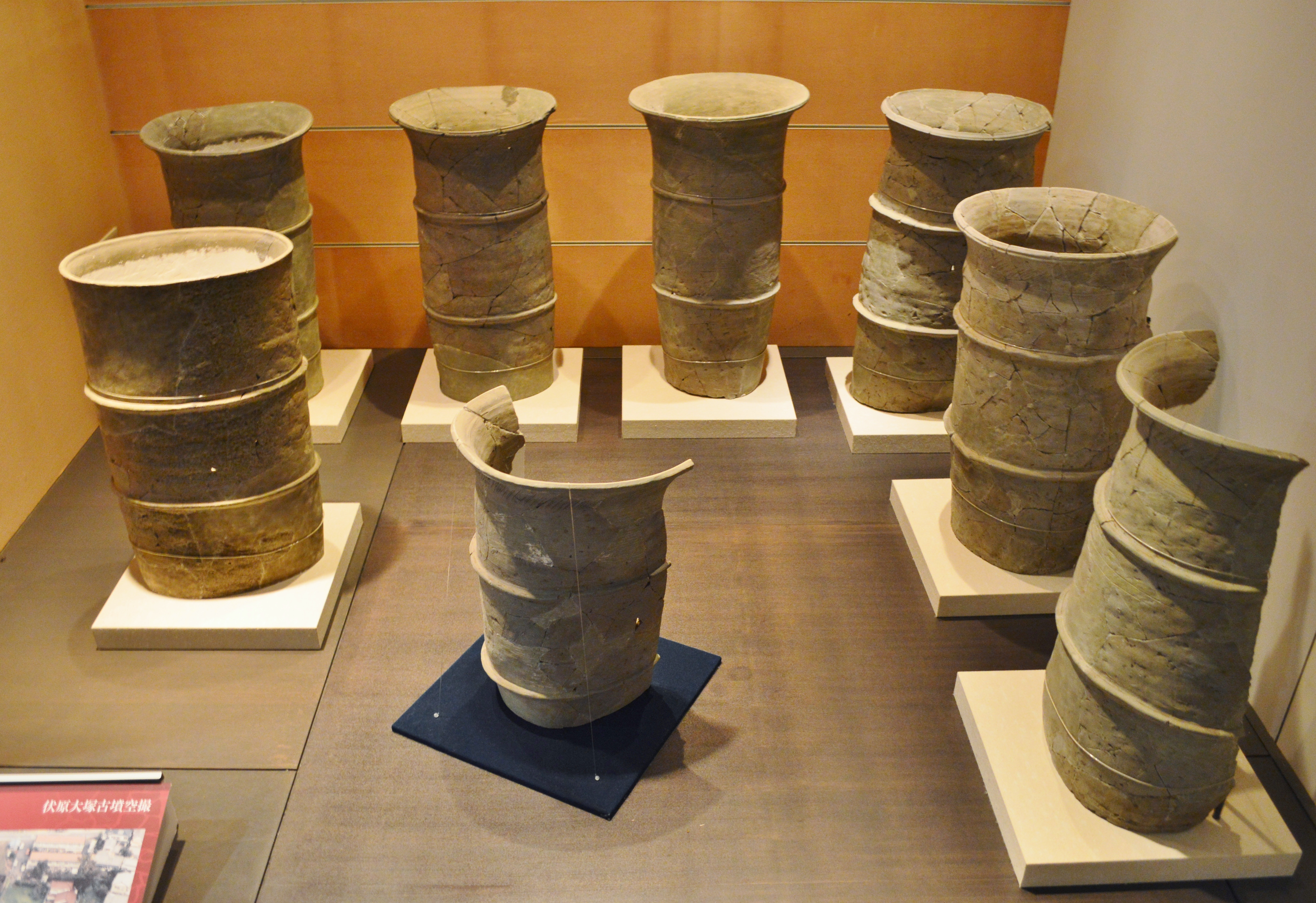
出土埴輪高知県立歴史民俗資料館展示。

高知平野東部、物部川右岸の洪積台地の長岡台地北東部において、高知平野を一望する位置に築造された大型方墳である。現在までに大部分が削平されているが、これまでに1977年（昭和52年）に短期の発掘調査が実施されているほか、1991-1992年度（平成3-4年度）に本格的な発掘調査が実施されている。
墳形は方形で、一辺34メートルを測る。墳丘周囲には幅約2メートルの周溝が巡らされるほか、西側ではその外側にも幅約3メートルの周溝が認められており、周溝を含めた古墳全体の規模は南北38メートル・東西43メートルを測る。埋葬施設は詳らかでないが、横穴式石室と推定される。出土品としては須恵器・埴輪・土師器・装身具・馬具などがあり、特に2000点以上を数える埴輪は須恵器そのものともいえる須恵器系円筒埴輪であり、透孔が無い特徴も有する。
築造時期は、古墳時代後期の6世紀第2四半期後半（6世紀前半のうち中葉に近い時期）頃と推定される。また追葬が6世紀後半および6世紀末-7世紀前半の少なくとも2期に認められる（7世紀後半にも追葬の可能性）。高知県中央部では初現的な古墳になるほか、後期古墳としては高知県で最大規模であり豊富な副葬品も含むことから、物部川水系のみならず広く高知平野を勢力下とした首長墓と推測される。
出土埴輪のうち7個体分は1995年（平成7年）に高知県指定有形文化財に指定されている。なお『南路志』や『土佐物語』によれば、長宗我部氏と戦った山田氏が当地を陣地としたことが知られる。

## 遺跡歴
- 明治年間、北側での県道工事で盛土の大半の削平[5]。
- 1917-1918年（大正6-7年）までに石室石材の散逸[5]。
- 1952年（昭和27年）刊行の安岡源一『高知県縄文式弥生式古墳文化遺跡地名表』で非現存の横穴式石室円墳として紹介（別の古墳を指した可能性あり）[5]。
- 1968年（昭和43年）刊行の『高知県史』考古編に登載[5]。
- 1977年（昭和52年）、5日間の発掘調査。この時点では帆立貝形古墳で竪穴式石室と想定（『土佐山田町史』・『古代学研究』第103号などに報告）[5]。
- 1991-1992年度（平成3-4年度）、発掘調査（土佐山田町教育委員会、1993年に報告書刊行）[5]。
- 1995年（平成7年）5月19日、出土埴輪の一部が高知県指定有形文化財に指定[4]。

## 文化財

### 高知県指定文化財
- 保護有形文化財
  - 伏原大塚古墳出土埴輪（考古資料） - 口縁から底部までを復元可能な7個体分。高知県立歴史民俗資料館保管。1995年（平成7年）5月19日指定[4]。

## 関連施設
- 高知県立歴史民俗資料館（南国市岡豊町八幡） - 伏原大塚古墳の出土埴輪を保管・展示。